# Asta Kamma August

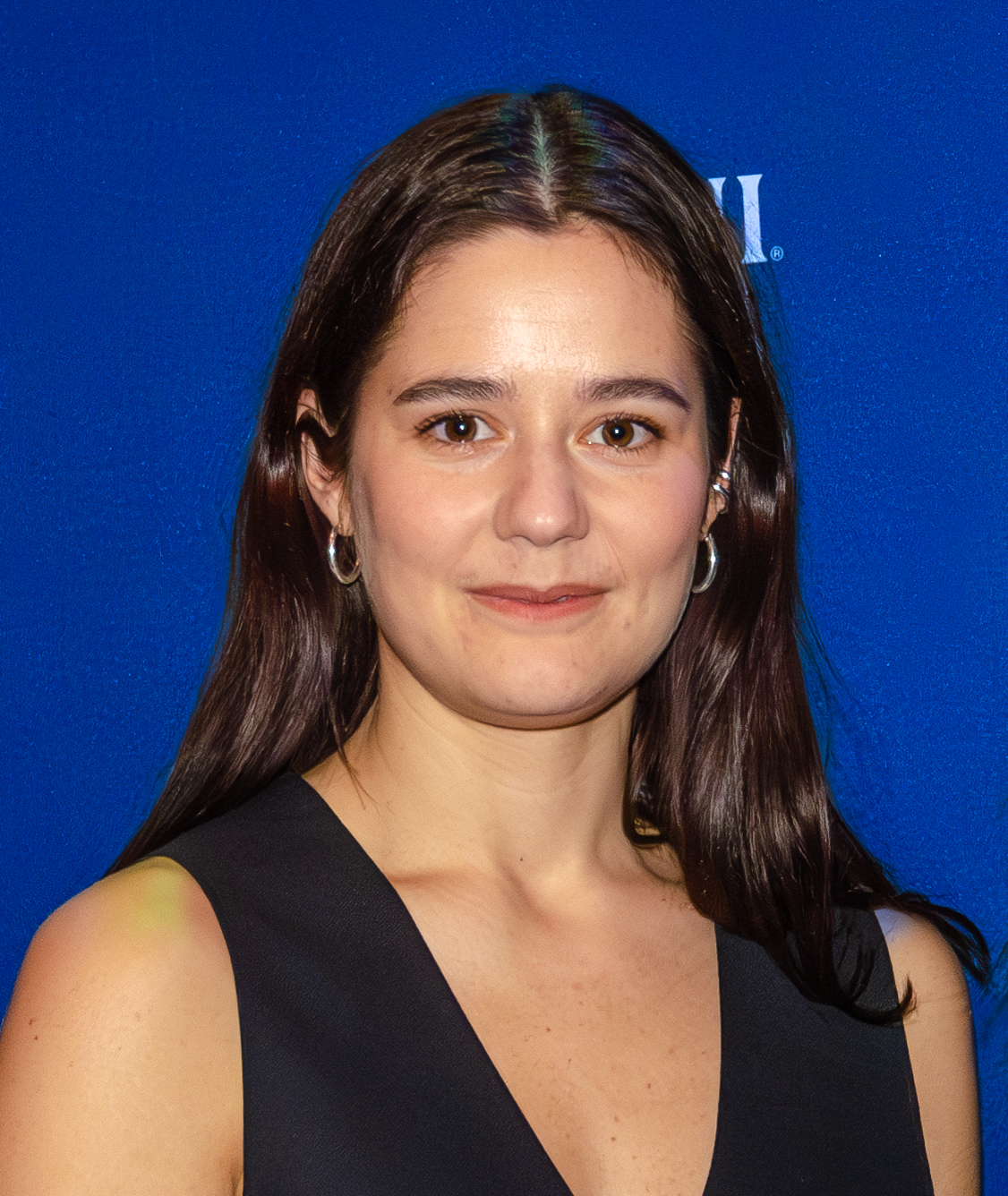
Asta Kamma August (2023)

Asta Kamma August (* 5. November 1991 in Danderyd) ist eine schwedisch-dänische Schauspielerin. Sie wurde unter anderem durch ihre Hauptrolle im Film The Hypnosis (2023) bekannt, für die sie für den Guldbagge-Preis als beste Hauptdarstellerin nominiert wurde.

## Leben
Asta Kamma August wurde am 5. November 1991 in Danderyd geboren. Sie ist die Tochter des dänischen Regisseurs Bille August und der schwedischen Schauspielerin Pernilla August. Ihre Schwester ist die Schauspielerin Alba August. Außerdem hat sie sieben weitere Halbgeschwister, darunter den Drehbuchautor Anders August. Sie wuchs hauptsächlich in Österlen und Stockholm auf.

## Karriere
August hatte ihren ersten Filmauftritt im Jahr 2000 in Anna von Erik Wedersøe. Danach spielte sie eine Rolle im Kurzfilm Time-Bomb, der von ihrer Mutter Pernilla August inszeniert wurde. 2017 schloss sie ihre Ausbildung an der Dänischen Nationalen Schauspielschule ab.
Im selben Jahr spielte sie Ophelia in Hamlet am Vendsyssel Theater in Hjørring. 2018 erhielt sie den Nachwuchspreis der Lauritzen-Stiftung („Believe in You“) sowie den Reumert Talentpreis.
2019 wurde sie für den dänischen Robert-Preis als beste Nebendarstellerin in der Serie The New Nurses nominiert. 2021 übernahm sie eine Hauptrolle im Drama The Pact unter der Regie ihres Vaters Bille August. Es folgten Rollen in Serien wie Blackwater (SVT, 2023) sowie im Film The Hypnosis (2023), für den sie für den Guldbagge-Preis nominiert wurde.
2024 wurde sie als eines der europäischen Shooting Stars der European Film Promotion ausgezeichnet. Im selben Jahr war sie in Thomas Vinterbergs Serie Families like Ours zu sehen, in der sie zusammen mit ihrer Halbschwester Amaryllis August auftrat.
2025 wurde sie für ihre Rolle im Film Kalak sowohl für den Robert- als auch für den Bodil-Preis nominiert.

## Filmografie

### Film
- 2000: Anna – Minna Terlow
- 2001: A Song for Martin
- 2005: Time-Bomb (Kurzfilm) – Emma
- 2010: Pretend (Kurzfilm) – Hon
- 2012: I Love Marcus (Kurzfilm) – Linda
- 2018: Scenes from the Night (Kurzfilm) – Katarina
- 2021: Catcave Hysteria (Kurzfilm) – Hanna
- 2021: The Pact – Benedicte
- 2022: Burn All My Letters – Karin Stolpe
- 2023: The Hypnosis – Vera
- 2023: Kalak – Lærke
- 2024: Over sundet (Kurzfilm)

### Fernsehen
- 2014: The Legacy (DR) – Malin
- 2018: The New Nurses (TV 2 Charlie) – Susanne
- 2019: Follow the Money (DR) – Sasha
- 2020: Sex (TV 2) – Cathrine
- 2022: The Kingdom: Exodus (Viaplay) – Medizinstudentin
- 2023: Blackwater (SVT) – Annie
- 2024: Families like Ours (TV 2) – Christel

### Theater (Auswahl)
- 2011: The Coming Insurrection – L2, Turteatern
- 2011: Juliette – Fatime, Turteatern
- 2012: Politiska snuskbarn och deras djur – Helig, Turteatern
- 2015: Mens – The Musical, Königliches Dramatisches Theater, Stockholm
- 2016: I udkanten – Sarah, Teater O, Aarhus
- 2017: Hamlet – Ophelia, Vendsyssel Theater
- 2018: Emil i Lönneberga – Ida, Folketeatret Kopenhagen
- 2019: A Christmas Carol – Julens Ånd, Nørrebros Theater
- 2023: Elektra – Elektra, Husets Teater
- 2023: Den fule – Fanny, Uppsala Stadsteater